# Doktor věd
Doktor věd (lat. doctor scientiarum) označuje některou z vědeckých hodností, jejichž postavení se může lišit podle zemí, v nichž se udělují.

## Československo a Česko
Doktor věd (ve zkratce DrSc. umisťované za jménem a odděleno od něj čárkou) je bývalá česká vědecká hodnost vyššího stupně, kterou udělovaly jak vysoké školy, tak akademie věd (akademici ji původně získávali automaticky). Nižším stupněm byla vědecká hodnost kandidát věd (CSc.). Zavedena byla v Československu roku 1953 podle sovětského vzoru vládním nařízením č. 60/1953 Sb., od roku 1964 byly parametry pro udělení podstatně zpřísněny. Po roce 2001 bylo její udělování v ČR zastaveno, přičemž dosavadně udělené vědecké hodnosti zůstaly v platnosti.
České právo (resp. vysokoškolský zákon) od té doby náhradu uvedené hodnosti bezprostředně neposkytuje. Neoficiální vědecký titul doktor věd (ve zkratce DSc. umisťované za jménem a odděleno od něj čárkou) však uděluje (pouze na základě čl. 62 svých stanov) od roku 2003 Akademie věd České republiky (AV ČR), podle které jde o nejvyšší současné odborné ocenění vědce. Tento vědecký titul je v Česku tedy akademický v tom smyslu, že je udílen akademickou institucí, akademií, zmíněnou AV ČR, nejedná se nicméně o akademický titul ve smyslu vysokoškolského zákona – ten doktorát věd ani jeho zkratku DSc. nezmiňuje. Do poloviny roku 2016 již bylo uděleno 137 těchto titulů. AV ČR k tomuto uvádí, že tento vědecký titul „vyjadřuje zvláště vysokou vědeckou kvalifikaci prokázanou vytvořením závažných, vědecky originálních prací důležitých pro rozvoj bádání v určitém vědním oboru a charakterizujících vyhraněnou vědeckou osobnost. O udělení vědeckého titulu rozhoduje Vědecká rada AV ČR.“ Jako základní (obecný) požadavek je nejprve nutné mít ukončený doktorský studijní program (tedy Ph.D. nebo jeho ekvivalent). Diplom pak vydává Akademie věd ČR v české verzi s anglickým překladem; anglická verze uvádí titul Research Professor jako ekvivalent českého titulu „DSc.“.
Ve slovenském právu bylo udělování po vzniku samostatné Slovenské republiky novelizováno. Uplatňuje se v koordinaci Slovenské komise pro vědecké hodnosti při Ministerstvu školství, vědy, výzkumu a sportu SR a Slovenské akademie věd ve formě nejvyšší vědecké hodnosti. Na základě smluv o rozdělení Československa tak i udělení slovenské hodnosti DrSc. vstupuje do veřejného práva ČR.

### Řízení k udělení vědeckého titulu
Způsobilost uchazečů k nabytí DSc. se prokazuje v řízení k udělení vědeckého titulu, při kterém se posuzuje vědecká úroveň uchazeče, a to především na základě disertace a její obhajoby a dalších vědeckých nebo odborných prací. Toto řízení se zahajuje na základě žádosti uchazeče, podpořené alespoň dvěma písemnými stanovisky doktorů věd nebo profesorů českých, popř. zahraničních vysokých škol téhož nebo výjimečně příbuzného oboru k vědecké osobnosti uchazeče. V současnosti řízení k udělení titulu doktora věd výslovně uvádí ten fakt, že předkládaná disertace musí přinášet nové vědecké poznatky s mezinárodním ohlasem, přičemž disertací se v tomto případě rozumí publikovaná monografie nebo soubor uveřejněných vědeckých prací doplněný komentářem a shrnutím.

## Finsko
Absolventům doktorských studijních programů ve Finsku se uděluje titul podle oblasti, v níž studovali. Některé z těchto titulů se překládají do angličtiny jako Doctor of Science s upřesněním v závorce, např. tekniikan tohtori /TkT/ se překládá jako Doctor of Science (Technology) /D.Sc. (Tech.)/.